# Торевиеха
Торевиеха (на испански: Torrevieja) е град в Испания, принадлежащ към автономна област Валенсия и провинция Аликанте.
Градът е известен с големия приток на имигранти, яхтеното пристанище и целогодишния туризъм. Населението му е 83 252 души (по данни към 1 януари 2017 г.).

## Галерия
- Църквата „Инмакулада Консепсион“
- Фонтанът пред Яхтения клуб